# Крайзельбурд, Леонид Петрович
Леонид Петрович Крайзельбурд (при рождении Йо́йна Пи́нхасович Кра́йзельбурд; 22 ноября [4 декабря] 1899, Сороки, Бессарабская губерния — 15 октября 1965, Уфа) — советский уролог, доктор медицинских наук (1949), профессор (1951). Основоположник урологической службы в Башкортостане. Заслуженный врач Башкирской АССР (1964), заслуженный деятель науки Башкирской АССР.

## Биография
Родился 22 ноября (по старому стилю) 1899 гoда в Сороках, в семье Пинхаса Мойше-Эльевича Крайзельбурда, мещанина местечка Конецполь Балтского уезда Подольской губернии, и Миндли Иосифовны Крайзельбурд, родом из Сорок. Участник Гражданской войны. В 1920—1921 годах участвовал в боевых действия на Западном фронте во время польской кампании РККА.
В 1924 году окончил Одесский медицинский институт. Работал врачом в Одессе, Киеве, Кривом Роге, Железноводске. В 1937 году защитил кандидатскую диссертацию по теме «Хирургическое лечение туберкулёзного поражения яичек и придатков». С 1938 года — доцент Архангельского медицинского института, первый заведующий курсом урологии и урологическим отделением при кафедре хирургии на базе 1-й городской больницы (в 1944 году переведён на Дальний Восток).
Участник Великой Отечественной войны и последующей Советско-японской войны, военврач II ранга (майор медицинской службы), был начальником урологических отделений нескольких эвакогоспиталей в Архангельске (демобилизован в 1946 году), главный уролог госпитальной базы Карельского и 1-го Дальневосточного фронтов. В этот период опубликовал научные труды по огнестрельным ранениям мочевого пузыря. Награждён орденом Красной Звезды (1944) и орденом Отечественной войны II степени (1945).
Диссертацию на соискание учёной степени доктора медицинских наук по теме «Анатомо-клиническое исследование фасций и клетчаточных пространств малого таза» защитил в 1949 году. Опубликовал несколько работ по нормальной и топографической анатомии малого таза. Известен «способ Крайзельбурда» для дренирования флегмоны бокового клетчаточного пространства: радиальным разрезом вскрывают седалищно-анальную ямку, затем тупым инструментом расслаивают сухожильную дугу musculus levator ani и проникают в боковое пристеночное клетчаточное пространство.
С 1946 года и до конца жизни сначала доцент и с 1951 года профессор кафедры факультетской хирургии Башкирского медицинского института. Одновременно, с 1949 года заведующий курсом урологии на кафедре факультетской хирургии и главный уролог Минздрава Башкирской АССР.
В феврале 1949 года открыл и возглавил при кафедре факультетской хирургии в Республиканской больнице первое в Башкирии урологическое отделение. В ноябре 1955 года организовал и возглавил Башкирское республиканское общество урологов и оставался его председателем до 1965 года. В 1958 году организовал почечное отделение в Уфимской клинической больнице № 18. Возглавлял организацию отделения гемодиализа «искусственная почка» в РКБ (1962), фтизиоурологического отделения на базе Госпиталя инвалидов ВОВ и в железнодорожной больнице № 1, выделения специализированных урологических коек в больницах № 1 и № 9.
Занимался разработкой комплексного метода лечения заболеваний мочеполовой системы туберкулёзной этиологии, клиническими исследованиями мочекаменной болезни и новообразований мочеполовой системы. Другим направлением научно-клинической деятельности Л. П. Крайзельбурда было использование кумыса в санаторной практике. С этой целью он занимался организацией санаторного кумысолечения больных урлогическими осложнениями туберкулёзной инфекции, в частности организацией специализированных фтизиоурологических отделений в санатории «Шафраново» (1958) и в санатории «Глуховская» (1962), которые возглавили его ученики (в последнем было также открыто урологическое хирургическое отделение).
Автор монографий «Клинико-рентгенологическая диагностика урологических заболеваний» (1962) и «Туберкулёз мочеполовой системы» (1964).
Отличник здравоохранения СССР (1957).